# Bão tại Hải Phòng năm 1881
Bão tại Hải Phòng năm 1881 là một cơn bão đã tấn công Hải Phòng thuộc vùng Bắc Kỳ của nước Đại Nam vào ngày 8 tháng 10 năm 1881; trước đó nó cũng đã tấn công khu vực phía Bắc vùng Đông Ấn thuộc Tây Ban Nha. Một số nghiên cứu về bão đã chỉ ra rằng số người chết tại Hải Phòng thực tế chỉ khoảng 3.000, con số 300.000 người chết rất có thể là sự nhầm lẫn giữa số người chết và tổng thiệt hại vật chất, theo số liệu dân số năm 1897 thì thành phố chỉ có 18.480 người sinh sống.
Một danh sách thống kê với cái tên Philippine Storm Surge History (lịch sử nước dâng do bão ở Phillipines) nằm trong dự án NOAH (quản lí bởi Đại học Philippines) chỉ ra rằng cơn bão đã khiến 20.000 người chết tại quốc gia này. Trong một bản báo cáo của OFDA (trước năm 2020 thuộc USAID, Cơ quan Phát triển Quốc tế Hoa Kì) có đưa ra danh sách thảm hoạ bão nhiệt đới tại Philippines có nêu về con số 20.000 người chết nhưng báo cáo lại chỉ ra rằng 20.000 người chết là ở khu vực "Tonking" (Tonkin: một từ người phương Tây xưa dùng để chỉ miền Bắc Việt Nam). Trong báo cáo có nêu: "September 27-October 6 (1881), typhoon moved WNW through Camarines, Tayabas and Batangas, causing much destruction; 20,000 killed in Tonking in same storm from high wave."
Tại Việt Nam, nếu tính theo thang bậc được sử dụng tại quốc gia này hiện tại, cơn bão đổ bộ vào Hải Phòng tháng 10 năm 1881 đạt sức gió cấp 13-14, Trung tâm Dự báo Khí tượng Thủy văn Việt Nam không khẳng định và cũng không phủ nhận con số thiệt hại nhân mạng vì cơ quan này không có đủ hồ sơ dữ liệu song cũng cho rằng "thiệt hại nhân mạng là không nhỏ với những vùng đồng bằng trũng như ở nước ta một khi không có sự đề phòng".

## Chú ý
1. ↑  Quốc hiệu của nước Việt Nam từ năm 1802-1884, trước khi trở thành một phần lãnh thổ của Liên bang Đông Dương thuộc Pháp đến năm 1945.